# Chutes de la Métché
Les chutes de la Métché, situées au Cameroun  dans l'arrondissement de Mbouda en limite de Penka-Michel, sur le cours de la rivière Metchié-Choumi, sont l’une des attractions touristiques de Bafoussam.

## Description

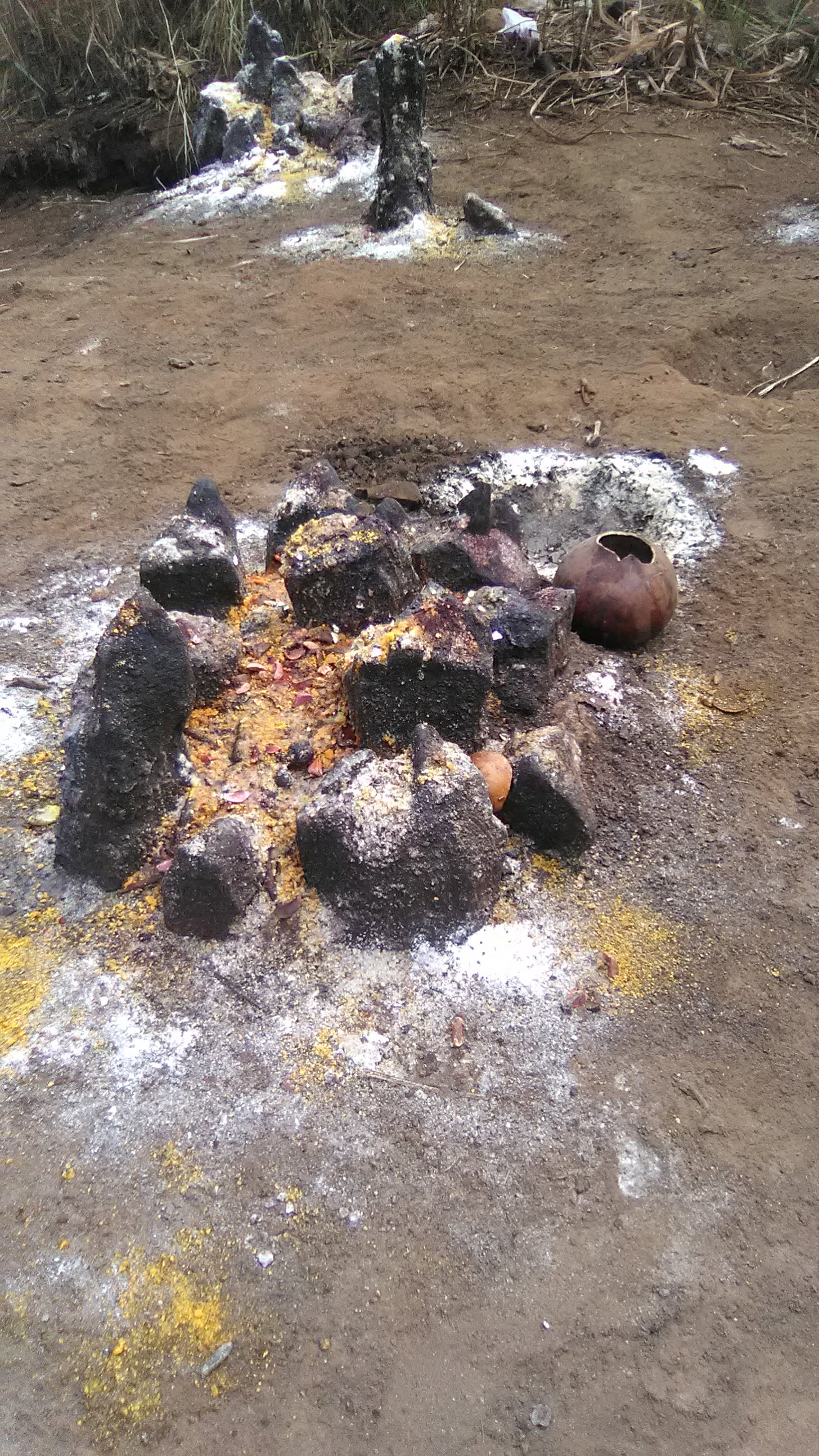
Restes de repas et d'offrandes sur le site des chutes de la Metché

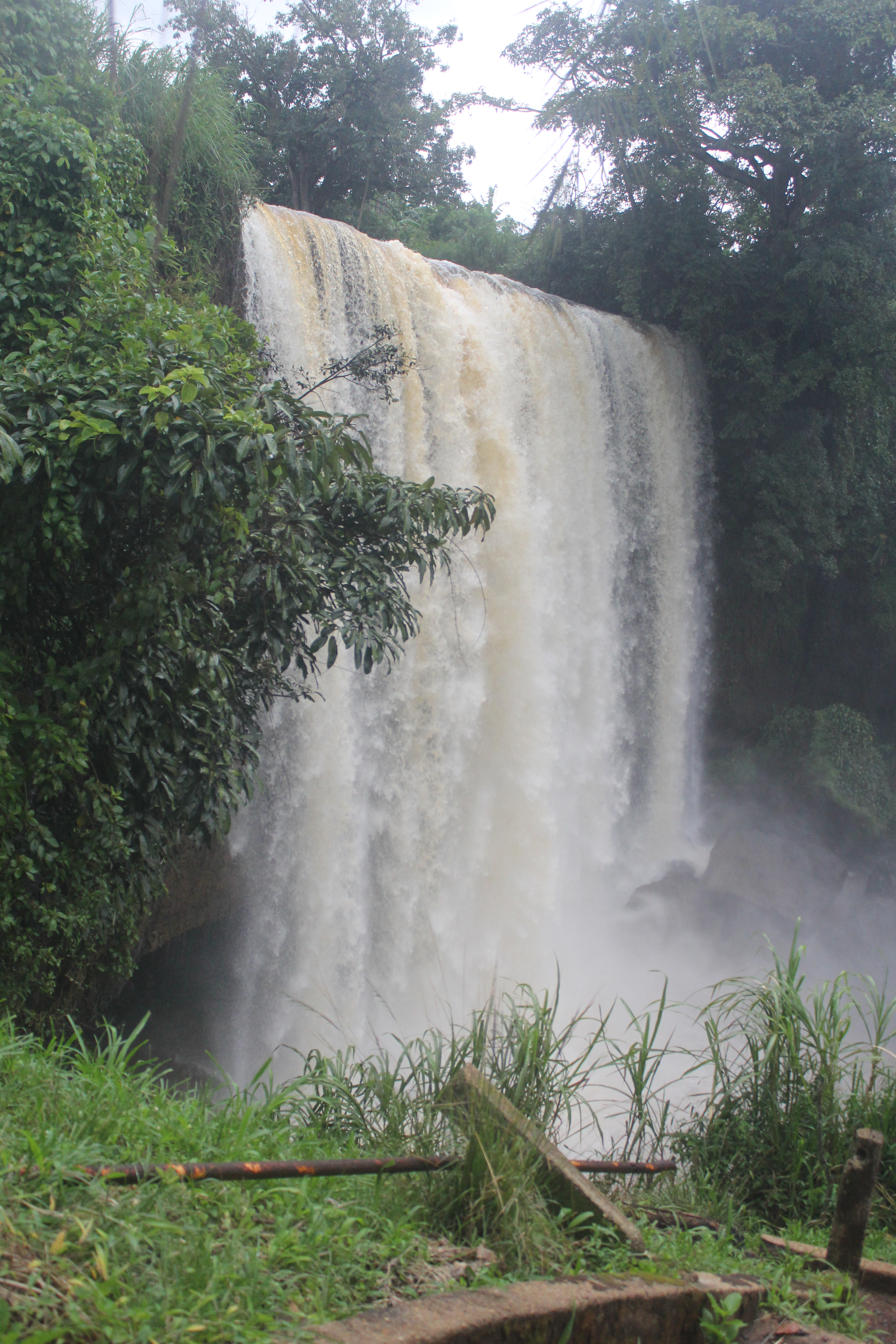
Les chutes de la Métché

C'est un lieu de sacrifices pour « enlever la malédiction » et « lamenter le mort ». Au sol, à l’entrée du site, il y a du sel, des pièces de monnaie, de l’huile de palme et même des repas.

### Localisation
Les chutes se trouvent à 5 kilomètres à l'ouest de l’aéroport de Bafoussam (au nord-ouest de la ville), non loin du carrefour des embranchements Dschang et Bamenda.

### Histoire
La légende raconte que les chutes de la Metché tiennent leur réputation de l’époque coloniale. Lors de la période des indépendances entre 1955 et 1967, certains nationalistes camerounais y ont été jetés par l’armée française et les forces loyalistes,. Le 12 septembre 1959, Jacob Fossi, détenu, y est projeté par des gendarmes. En tombant, il s'accroche à André Houtarde, un gendarme français en service à Bafoussam. Tous deux disparaissent et des recherches sur plusieurs jours ne permettent pas de retrouver le corps du Français. Ce jour marque l'arrêt de l'exécution des prisonniers dans ce lieu,,. Les rebelles tuaient aussi les gens dans ce lieu dans la décennie 1961-1971[réf. nécessaire].
Les lieux sont devenus aujourd'hui un site de purification. Le guide explique que les populations y font des cérémonies rituelles qui lavent des mauvais sorts.

## Galerie

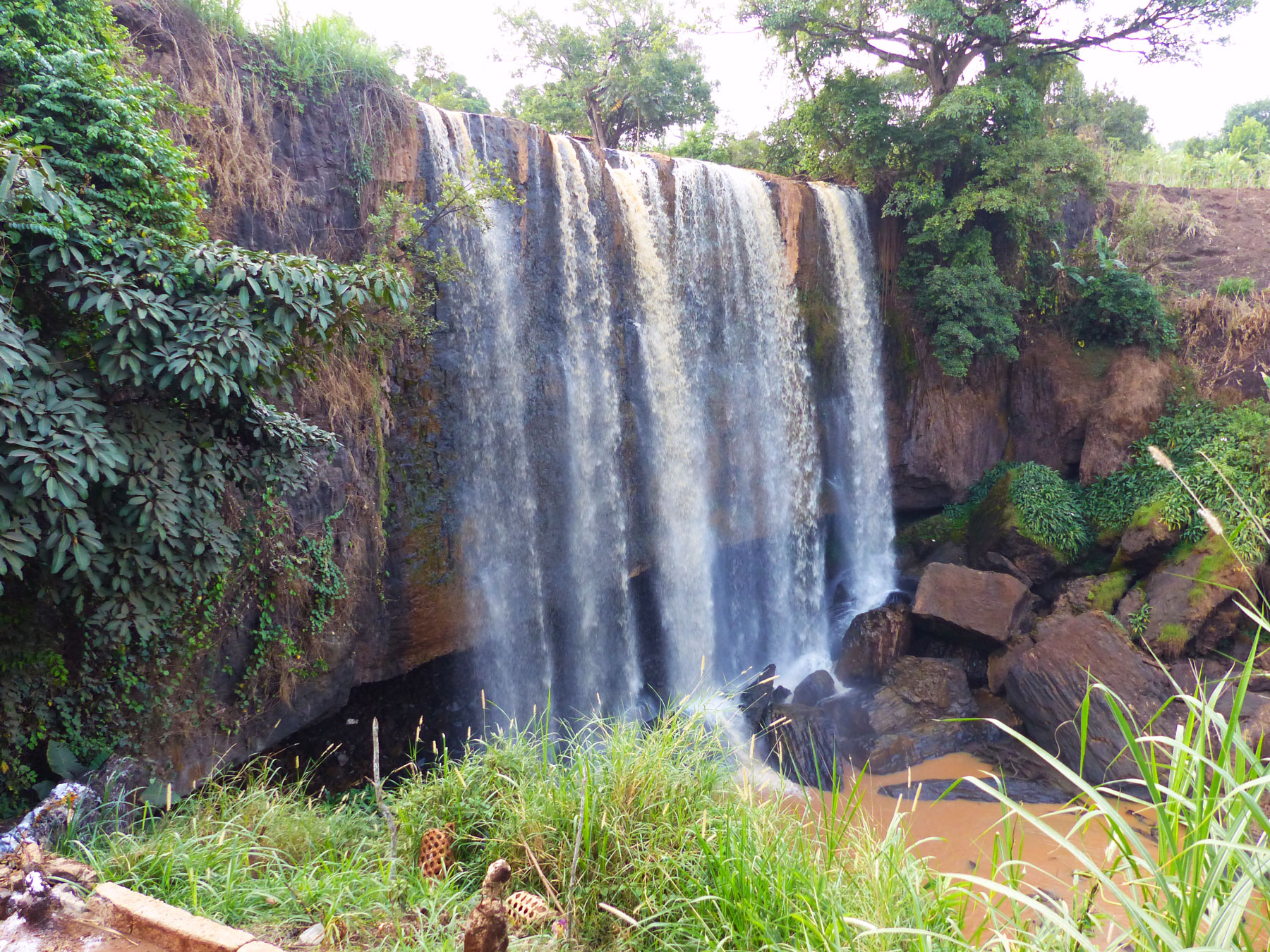
Vue panoramique des chutes de la Métché.
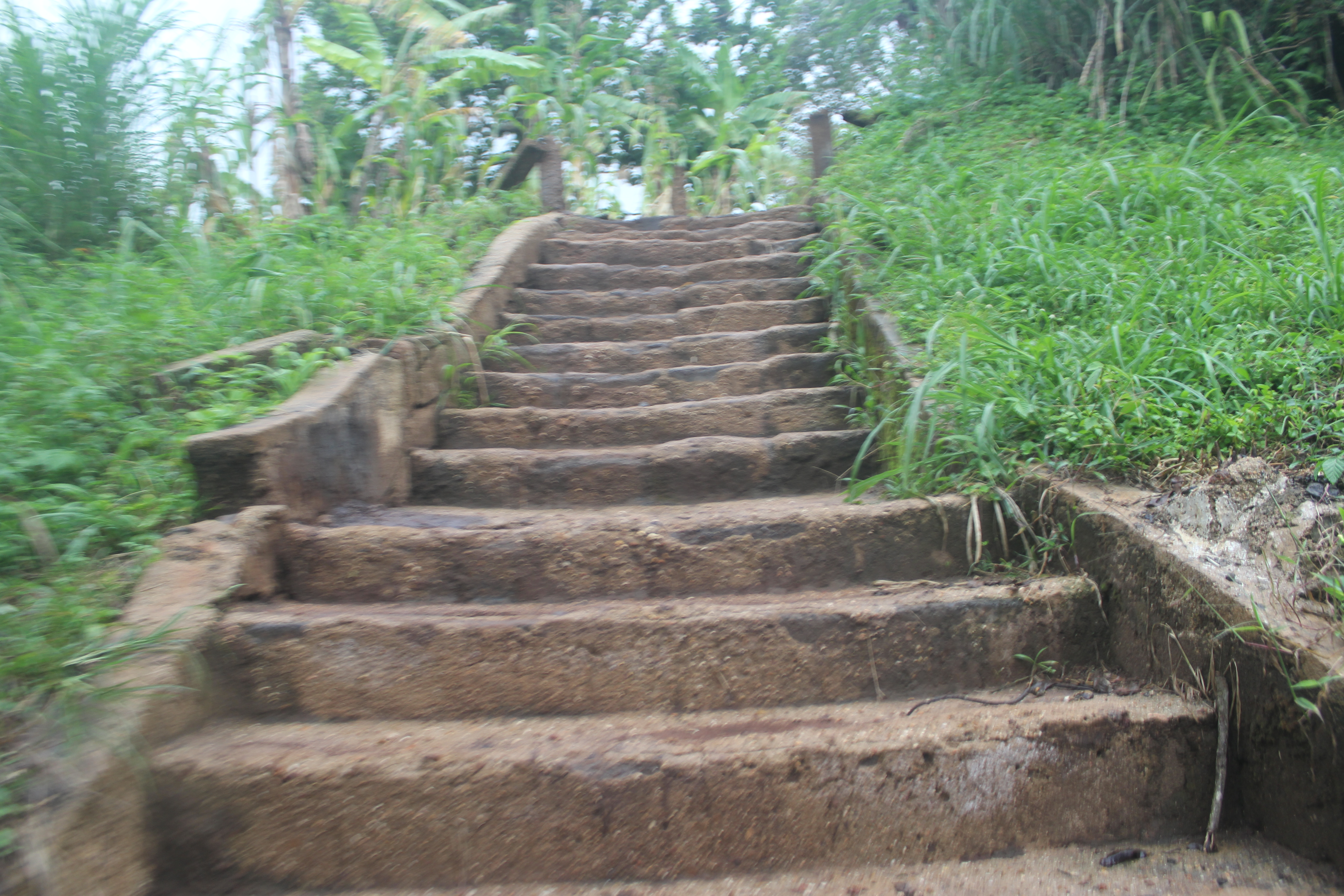
Escaliers menant en haut des chutes de la Métché.